# Doxa
För andra betydelser, se Doxa (olika betydelser).
Doxa (från klassisk grekiska δόξα från δοκεῖν dokein, "att föreställa sig", "att ha en insikt om", "tro") är ett grekiskt ord som betyder allmän 'uppfattning', 'åsikt' eller 'tro'. Det brukades av de grekiska retorikerna som ett verktyg för att formge argument genom att utgå från allmänna föreställningar. Doxa missbrukades också enligt Platon av sofisterna för att förleda folket, vilket ledde till att Platon fördömde den atenska demokratin.
Ordet doxa började användas i en ny betydelse de sista århundradena före Kristus, när Septuaginta översatte det hebreiska ordet för ära (כבוד, kavod) till doxa. Denna översättning av Gamla testamentet brukades ofta av den tidiga kristna kyrkan, och citeras ofta av författarna till Nya testamentet. Detta innebär att den nya betydelsen av doxa som 'ära' gör stycken i Nya testamentet tvetydiga, och i Grekisk-ortodoxa kyrkan uppfattas tillbedjan av Gud som den sanna tron. I det sammanhanget speglar doxa beteenden och praktiker för tillbedjan och Kyrkans tro, snarare än den personliga uppfattningen. Sammansmältningen av dessa uttryck återspeglas i modern tid i ortodoxi och heterodoxi. Någon liknande sammansmältning förekommer egentligen inte inom Rysk-ortodoxa kyrkan som använder ordet слава (slava), vilket betyder 'ära', och ordet славие (slavije) i betydelsen 'handlingen att ära' i ord som православие (pravoslavie) vilket betyder 'ortodoxi', eller mera ordagrant 'att ära [Gud] på rätt sätt'.[källa behövs]

## Definition
Aristoteles har definierat doxa likt de uppfattningar hela publiken har, eller den uppfattning endast majoriteten av mottagarna har. Aristoteles hävdar även att den doxa en talare skall utgå från, är den uppfattning de mest respekterade i gruppen uppfattar som sanna. Doxa innefattar bland annat vad vi anser är moraliskt rätt eller fel. Doxa sträcker sig även vidare genom vetenskapen, politiska ideologier, religiösa åskådningar samt vardagslivets trivialaste tankar.[källa behövs]
Doxa kan sammanfattas genom en viss världsbild en grupp innehar, ett kollektivt tankemönster. Denna bild och gemensamma kognitionsmönster ligger lagrade i långtidsminnena och kodas fram av de stimuli, d v s, ord eller annan information som presenteras av talaren eller om det är ett tekniskt medium som är avsändare. Självklart kan den enskilde individens världsbild skilja sig från den stora massan. Doxa anses vara den allmänna uppfattning en specifik grupp har. Något en talare behöver förhålla sig till. Det är även nära besläktade med doktrin och dogm, vilket har innebörden av gemensamma kognitioner hos en grupp, i detta fallet ett parti eller en kyrka. Begreppet är komplicerat att analysera då det svårt att ens få syn på sin egen grupps doxa, i och med att man som regel lever i den.

## Historik
Under romarriket ansågs det att talaren skulle agera enligt ett mansideal, vir bonus. Genom retorikens frammarsch in i modern tid har vir bonus tynat bort och talaren skall istället förhålla sig till doxa. 

Platon uttalade sig om filosofin och hävdade att denne strävar efter den reella sanning, vilket sträcker sig förbi vår doxa. Att filosofins slutliga mål är att söka en evig kunskap och skall inte påverkas av åsikter. Platon ställde doxa och episteme emot varandra, där filosofen endast söker episteme. Medan en retor endast är intresserad av våra fördomar och åsikter, vår doxa. Ett uttalande som fick konsekvenser, fejd mellan filosofin och retoriken började gro.

## Plats i dagens retorik
Doxa är en av de tre pelarna i acceptanskriterierna. I acceptanskriterierna återfinns även empiri (mottagarens erfarenheter) samt praxis (mottagarens levnadssätt). Doxa har även en central roll mellan sändaren och mottagaren i en retorisk situation. Avsändaren måste kartlägga mottagarens doxa för att kunna förändra den. Filosofen och retoriken, Mats Rosengren, hävdar att retoriken är en form av doxologi. Att retorikens kunskap och verktyg skall användas för att analysera vår doxa. Ordet doxa återfinns främst inom ämnet retorik, däremot har doxa letat sig vidare mot andra sammanhang. Däribland återfinns ortodoxi (strikt förhållande till en viss lära) samt heterodoxi (åsikt eller inställning som strider mot det som är accepterat av den stora massan, doxa).